# Список відкритого програмного забезпечення
Перелік відкритого програмного забезпечення
Це список відкритого програмного забезпечення — це програмне забезпечення, ліцензоване на умовах відкритої ліцензії.
Не слід плутати з вільним ПЗ, хоча списки й перетинаються.

## Безпека

### SSH
- OpenSSH
- PuTTY[1]

### Антивіруси
- ClamAV[2]
- ClamWin
- Gateway Anti-Virus

### Фаєрволи
- Netfilter та iptables
- PF

### Антишпигунські програми
- Winpooch[3]

### Системи виявлення атак
- Snort
- Suricata (програма)

### Сканери уразливості
- OpenVAS

### Шифрування дисків
- CrossCrypt[en]
- FreeOTFE та FreeOTFE Explorer
- LUKS
- dm-crypt[en]
- TrueCrypt

### Запобігання витоку даних
- MyDLP

## Генеалогія
- GRAMPS

## Графічний інтерфейс користувача

### Графічні оболонки
- GNOME
- KDE
- ROX Desktop
- Xfce
- Fluxbox
- Blackbox
- MATE (десктопне графічне середовище)
- Cinnamon
- LXDE

## Ігри
- BZFlag
- Battle for Wesnoth
- FlightGear
- FreeCiv
- FreeCol
- Frets on Fire
- Frozen Bubble
- GNU Chess
- GNU Go
- Gnome Games
- Lincity
- NetHack
- Nexuiz
- OpenArena
- Pingus
- Scorched3D
- TORCS
- Tremulous
- Tux Racer
- Warzone 2100
- Wormux

## Видавнича справа
- Scribus

## Медіа

### Аудіо редактори
- Ardour
- Audacity
- Jokosher
- Tuxguitar

### Аудіоплеєри
- Amarok
- audacious
- Clementine
- Exaile
- Rhythmbox
- Sonata
- xmms

### Відеоплеєри
- mplayer
- Xine
- VLC media player
- Media Player Classic
- SMPlayer

### 3D-моделювання
- Blender
- Sketch Up
- K-3D
- OpenFX
- Wings 3D
- Art of Illusion
- Ayam
- Sweet Home 3D

### Графічні редактори
- GIMP
- Inkscape
- SK1
- Krita

### Запис дисків
- Brasero
- K3b
- Xfburn

### Кодеки та мультимедійні формати
- Dirac
- FFmpeg
- FLAC
- Ogg
- LAME
- Libavcodec
- Libsndfile
- Матрьошка чи Matroska
- Musepack
- Speex
- Theora
- TooLAME та TwoLAME
- Vorbis
- WavPack
- X264
- Xvid

### Кодувальники
- FFmpeg
- MEncoder
- Transcode

### Перегляд картинок та фотографій
- Eye of GNOME
- F-Spot
- Gqview
- Gthumb
- pornview

### Перегляд файлівPDFта багатосторінкових документів
- Evince
- Okular для KDE 4
- Xpdf

### Радіо
- Radio Tray
- KRadio

### Редагування відео
- Avidemux
- cinelerra
- Jahshaka
- VirtualDub
- Kino
- kdenlive

## Освітнє ПЗ
- Celestia — програма з астрономії, що показує в зручній формі відому інформацію по космічних об'єктах.
- Stellarium — віртуальний планетарій.

## Операційні системи

### Linux
- ALT Linux
- Arch Linux
- ASPLinux
- CentOS[4][5]
- Debian
- Ubuntu
- Gentoo
- RedHat
- Fedora
- Mageia
- Mandrake
- Mandriva
- Slackware
- Linux Mint
- Linspire
- OpenSUSE
- Knoppix

### BSD
- FreeBSD
- DesktopBSD
- PCBSD
- NetBSD
- OpenBSD
- DragonFlyBSD
- Frenzy

### Solaris
- OpenSolaris
- BeleniX
- Nexenta OS
- AuroraUX
- SchilliX
- MilaX

### Windows-подібні
- ReactOS

## Прикладне ПЗ

### Фінанси
- GnuCash

### АБІС(Автоматизовані бібліотечні інформаційні системи)
- Evergreen
- Koha
- NewGenLib
- PhpMyBibli
- Senayan

### Математичне ПЗ
- FreeMat
- Maxima
- GNU Octave
- GNU R
- Scilab

### Наукове ПЗ

#### Географічні інформаційні системи (ГІС)
- GRASS (ГІС)
- gvSIG
- OpenMap

#### Біоінформатика
- Bioclipse[en]
- UGENE[en]

#### Хімічне ПЗ
- Chemistry Development Kit[en]
- JOELib[en]
- Open Babel

## Реабілітаційні технології

### Мова (синтез, розпізнавання)
- Orca[en]

## Редагування документів

### Текстові редактори
- Notepad++
- Emacs
- Kedit
- Kwrite
- leafpad

### Офісні пакети
- GNOME Office
- KOffice
- OpenOffice.org
- AbiWord
- LibreOffice

## Мережі та Інтернет

### Браузери
- Camino
- Epiphany
- Mozilla Firefox
- Google Chrome
- Konqueror
- Lynx
- SeaMonkey
- SRWare Iron
- Midori
- SRWare Iron
- QupZilla

### Клієнти електронної пошти
- Mozilla Thunderbird
- Evolution
- Sylpheed
- SeaMonkey
- Mutt
- KMail

### IRC-клієнти
- X-Chat
- Kvirc
- SeaMonkey

### IM-клієнти
- SIM
- Pidgin
- Licq

### Менеджери завантажень
- Mulitget
- D4X

### BitTorrent-клієнти
- KTorrent
- Vuze
- Deluge
- Transmission
- rtorrent

### EDonkey2000\Kad
- aMule
- xMule

### Маршрутизація
- Tor
- I2P
- Freenet
- GNUnet
- Netsukuku

### Проксі-сервери
- Privoxy

### Проміжне ПЗ
- GlassFish

## Розробка

### Програмування
- Eclipse
- Free Pascal
- Lazarus
- NetBeans
- Qt

## Спільна робота

### Системи керування вмістом
- Drupal
- Joomla
- Joostina
- MagnoliaCMS
- WordPress

## Файлові менеджери
- Dolphin
- FAR Manager
- Double Commander
- Midnight Commander
- Nautilus
- Konqueror
- Krusader
- ROX-Filer
- Thunar

## Зберігачі паролів
- KeePass — для ОС Windows
- KeePassX — порт KeePass під ОС GNU/Linux, з більшою частиною функціональності та використовує той же формат зберігання паролів
- kwalletmanager

## Управління примітками

### Для роботи з бібліографічною інформацією
- BibDesk
- Bibus
- Cb2bib
- JabRef
- Pybliographer
- Qiqqa
- RefDB
- Referencer (?)
- Wikindx
- Zotero